# 赤背南岛
赤背南岛是钓鱼岛及其附属岛屿中的一个小岛，位于赤尾屿北，坐标为25°55.4′N 124°33.6′E。2012年3月3日，中华人民共和国国家海洋局、民政部公布其标准名称。
赤背南岛是赤尾屿系列岛屿之一，它位于赤背东岛和赤尾屿主岛之间，紧邻赤尾屿上的系缆石。岛屿外形狭长，呈东西走向。

## 外部連結
- 中華民國內政部釣魚臺列嶼簡介（繁體中文）
- ウオッちず 地図閲覧サービス（試験公開） （页面存档备份，存于）（日本国土地理院の地形図）（日語）